# جاكسون (كاليفورنيا)
جاكسون (بالإنجليزية: Jackson)‏ هي إحدى مدن مقاطعة أمادور، كاليفورنيا. تم إعطاءها لقب مدينة في 5 ديسمبر، 1905.

## التركيبة السكانية
حدّد مكتب تعداد الولايات المتحدة بيانات التركيبة السكانية لجاكسون في تعداد الولايات المتحدة. في ما يلي، التركيبة السكانية حسب تعدادي 2000 و2010.

### تعداد عام 2000
بلغ عدد سكان جاكسون 3,989 نسمة بحسب تعداد عام 2000، وبلغ عدد الأسر 1,746 أسرة وعدد العائلات 1,024 عائلة مقيمة في المدينة. في حين سجلت الكثافة السكانية 430.3 نسمة لكل كيلومتر مربع (1,114.5/ميل2). وبلغ عدد الوحدات السكنية 1,859 وحدة بمتوسط كثافة قدره 200.5 لكل كيلومتر مربع (519.3/ميل2).
وتوزع التركيب العرقي للمدينة بنسبة 93.53% من البيض و0.50% من الأمريكيين الأفارقة و1.38% من الأمريكيين الأصليين و0.58% من الأمريكيين ذوي الأصول الآسيوية و0.08% من سكان جزر المحيط الهادئ و1.86% من الأعراق الأخرى و2.08% من عرقين مختلطين أو أكثر و6.47% من الهسبانيون أو اللاتينيون من أي عرق.
بلغ عدد الأسر 1,746 أسرة كانت نسبة 25.9% منها لديها أطفال تحت سن الثامنة عشر تعيش معهم، وبلغت نسبة الأزواج القاطنين مع بعضهم البعض 43.8% من أصل المجموع الكلي للأسر، ونسبة 12% من الأسر كان لديها معيلات من الإناث دون وجود شريك، بينما كانت نسبة 2.9% من الأسر لديها معيلون من الذكور دون وجود شريكة وكانت نسبة 41.4% من غير العائلات. تألفت نسبة 36.1% من أصل جميع الأسر من عدة أفراد يعيشون في نفس المنزل ونسبة 20% كانت تتألف من شخص يعيش بمفرده يبلغ من العمر 65 عاماً أو أكثر. وبلغ متوسط حجم الأسرة المعيشية 2.13، أما متوسط حجم العائلات فبلغ 2.74.
بلغ العمر الوسطي للسكان 46.6 عاماً. وكانت نسبة 19.7% من القاطنين تحت سن الثامنة عشر، وكانت نسبة 6.3% بين الثامنة عشر والرابعة والعشرين عاماً، ونسبة 21.1% كانت واقعةً في الفئة العمرية ما بين الخامسة والعشرين والرابعة والأربعين عاماً، ونسبة 22.5% كانت ما بين الخامسة والأربعين والرابعة والستين، ونسبة 23.6% كانت ضمن فئة الخامسة والستين عاماً فما فوق. يوجد لكل 100 أنثى 82.7 ذكر، ويوجد لكل 100 أنثى في الثامنة عشر من عمرها فما فوق 77.8 ذكر.
بلغ متوسط دخل الأسرة في المدينة 35,944 دولارًا، أما متوسط دخل العائلة فبلغ 45,887 دولارًا. وكان متوسط دخل الذكور 40,444 دولارًا مقابل 35,083 دولارًا للإناث. وسجل دخل الفرد الخاص بالمدينة 21,399 دولارًا. وكانت نسبة 4.1% من العائلات ونسبة 8.3% من السكان تحت خط الفقر، وكان من هؤلاء نسبة 8.9% تحت سن الثامنة عشر ونسبة 7% في الخامسة والستين من العمر وما فوق.

## معرض صور

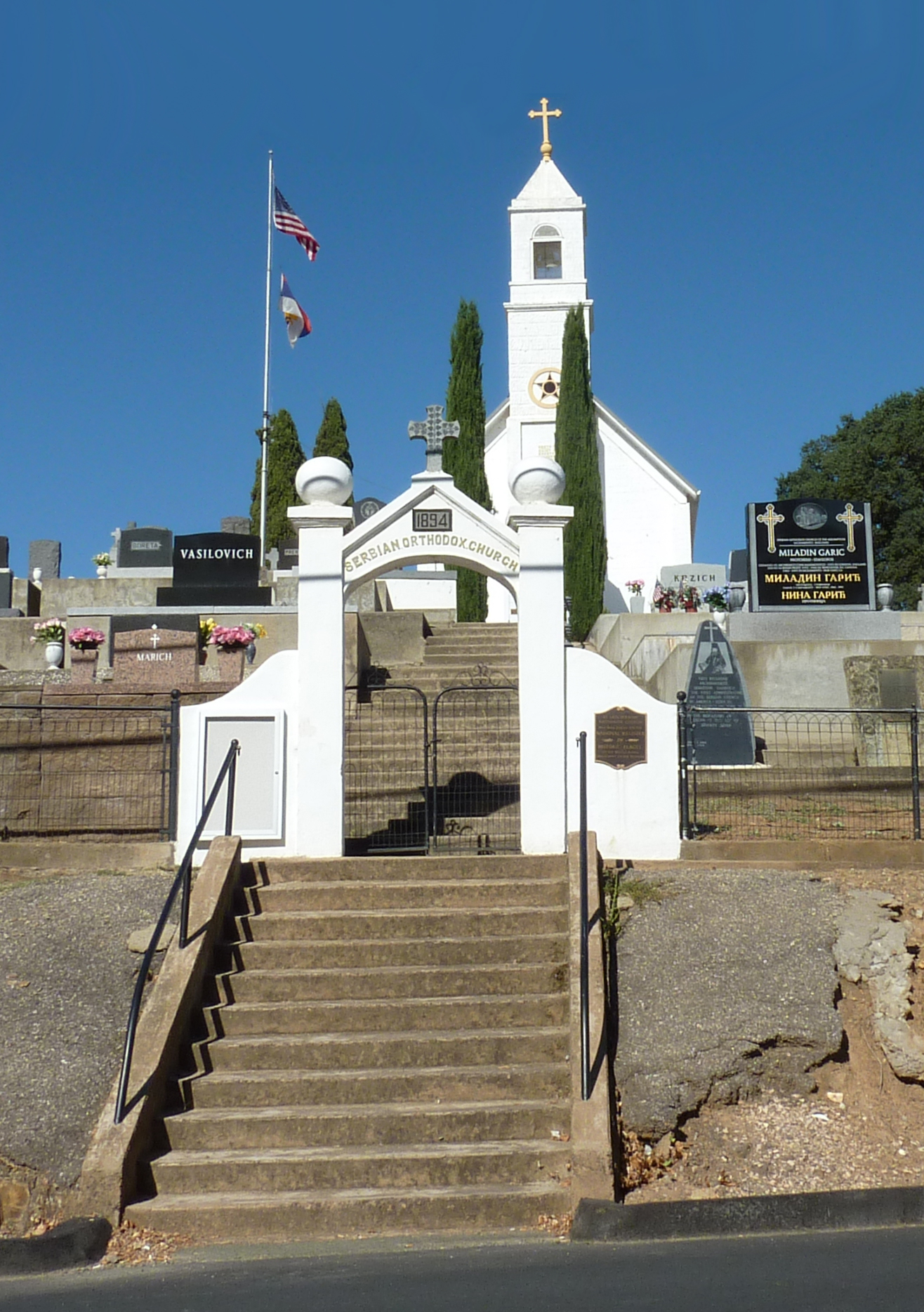
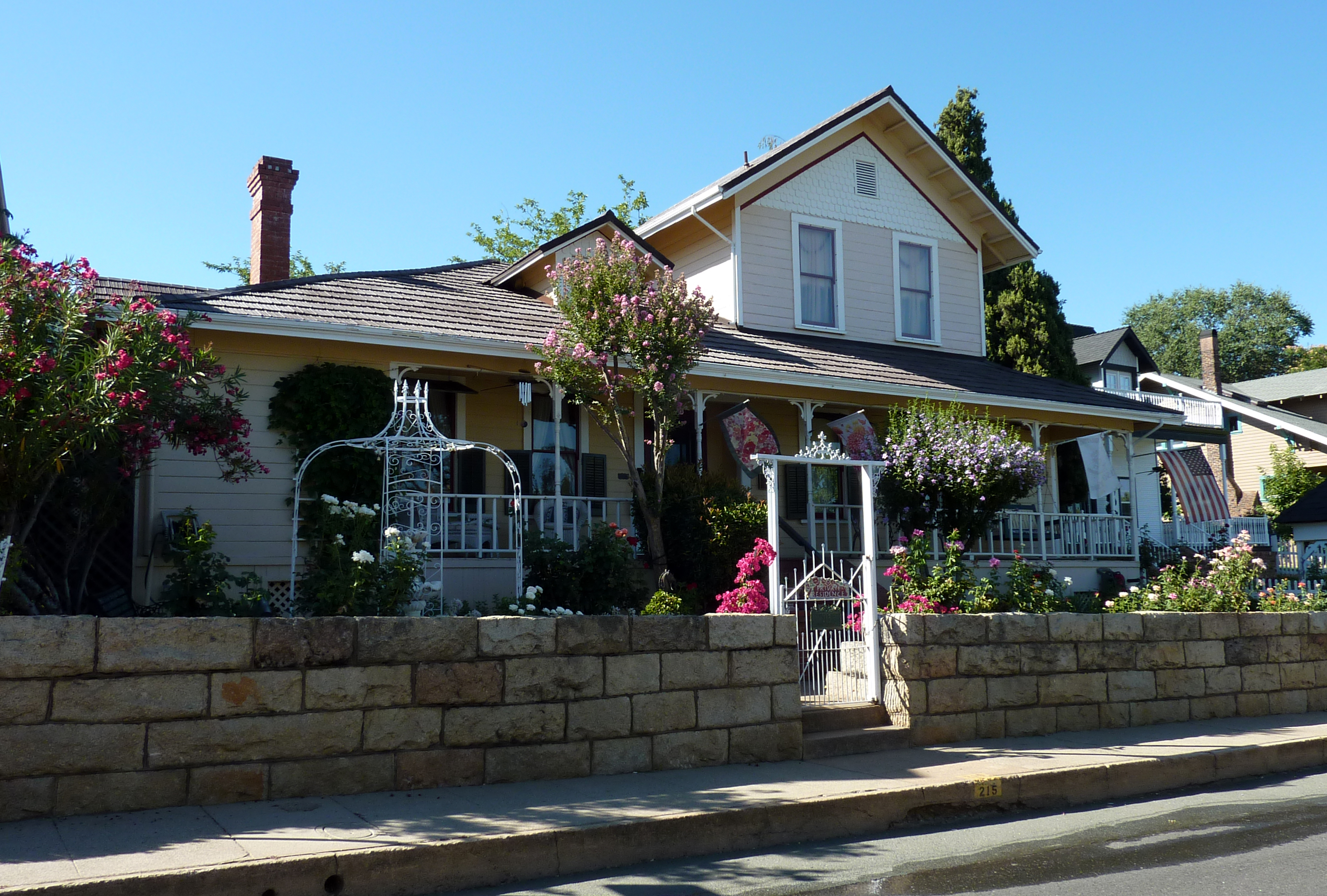
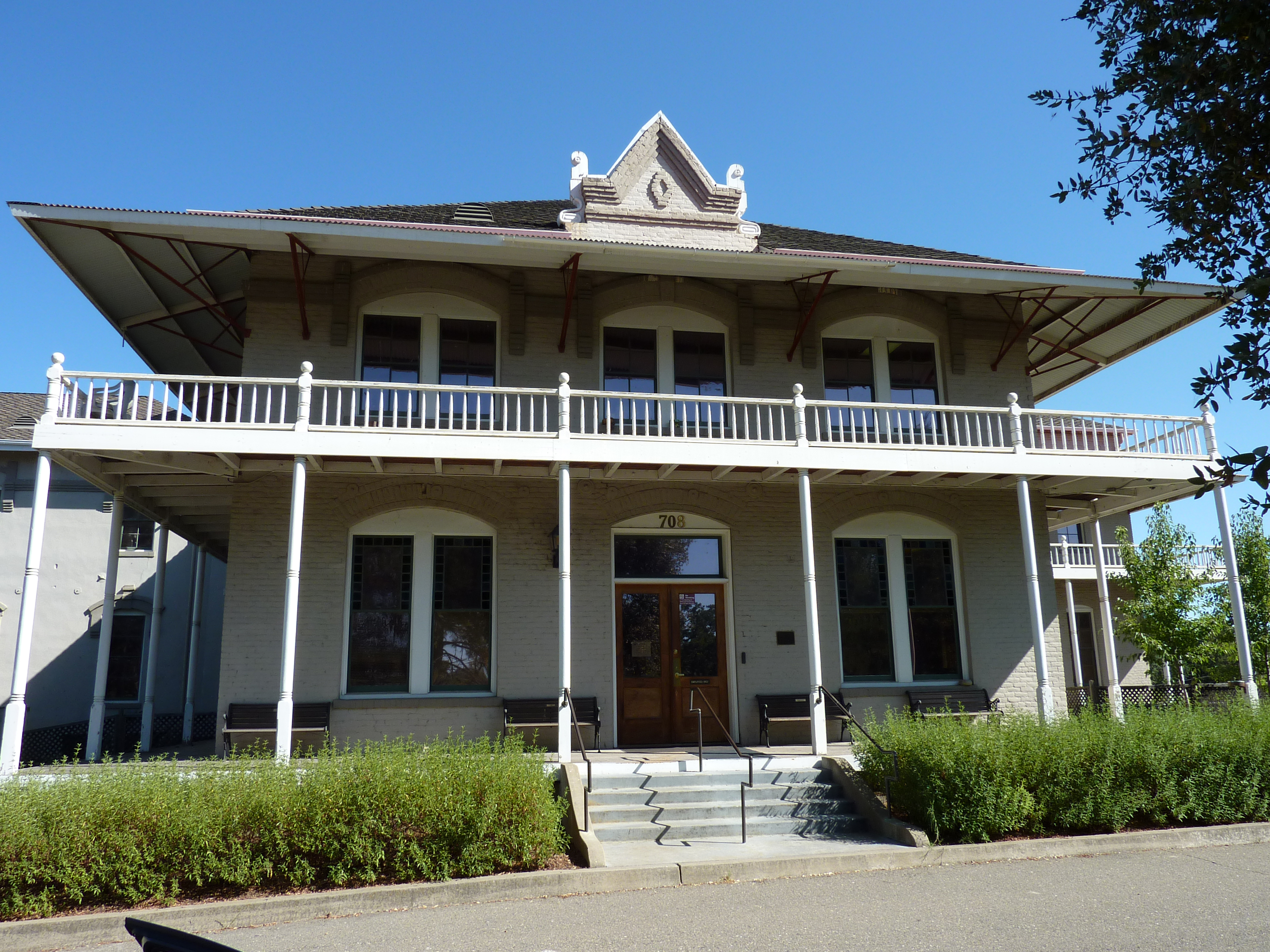

### تعداد عام 2010
بلغ عدد سكان جاكسون 4,651 نسمة بحسب تعداد عام 2010، وبلغ عدد الأسر 2,065 أسرة وعدد العائلات 1,214 عائلة مقيمة في المدينة. في حين سجلت الكثافة السكانية 501.7 نسمة لكل كيلومتر مربع (1,299.4/ميل2). وبلغ عدد الوحدات السكنية 2,309 وحدة بمتوسط كثافة قدره 249.1 لكل كيلومتر مربع (645.2/ميل2).
وتوزع التركيب العرقي للمدينة بنسبة 87.94% من البيض و0.69% من الأمريكيين الأفارقة و2.02% من الأمريكيين الأصليين و1.29% من الأمريكيين ذوي الأصول الآسيوية و0.09% من سكان جزر المحيط الهادئ و3.98% من الأعراق الأخرى و4% من عرقين مختلطين أو أكثر و11.18% من الهسبانيون أو اللاتينيون من أي عرق.
بلغ عدد الأسر 2,065 أسرة كانت نسبة 26% منها لديها أطفال تحت سن الثامنة عشر تعيش معهم، وبلغت نسبة الأزواج القاطنين مع بعضهم البعض 39.8% من أصل المجموع الكلي للأسر، ونسبة 14.2% من الأسر كان لديها معيلات من الإناث دون وجود شريك، بينما كانت نسبة 4.7% من الأسر لديها معيلون من الذكور دون وجود شريكة وكانت نسبة 41.2% من غير العائلات. تألفت نسبة 36.2% من أصل جميع الأسر من عدة أفراد يعيشون في نفس المنزل ونسبة 21.2% كانت تتألف من شخص يعيش بمفرده يبلغ من العمر 65 عاماً أو أكثر. وبلغ متوسط حجم الأسرة المعيشية 2.14، أما متوسط حجم العائلات فبلغ 2.75.
بلغ العمر الوسطي للسكان 46.0 عاماً. وكانت نسبة 20.3% من القاطنين تحت سن الثامنة عشر، وكانت نسبة 6.6% بين الثامنة عشر والرابعة والعشرين عاماً، ونسبة 22.1% كانت واقعةً في الفئة العمرية ما بين الخامسة والعشرين والرابعة والأربعين عاماً، ونسبة 25.7% كانت ما بين الخامسة والأربعين والرابعة والستين، ونسبة 25.2% كانت ضمن فئة الخامسة والستين عاماً فما فوق. وتوزع التركيب الجنسي للسكان بنسبة 45.7% ذكور و54.3% إناث.

## أعلام
- إرنست غالو
- جيم ماركيز
- جوزيف رافائيل
- روبرت غرانت أيتكن
- ارين دوغلاس